# Aleksandar Boljević
Aleksandar Boljević, né le 12 décembre 1995 à Podgorica en République fédérale de Yougoslavie, est un footballeur monténégrin. Il évolue au poste d'ailier au FK Željezničar Sarajevo.

## Biographie
Il joue son premier match en équipe nationale le 17 novembre 2013, en amical contre le Luxembourg (victoire 1-4).

## Palmarès
- Champion des Pays-Bas en 2015 avec le PSV Eindhoven.